# Hesperopsis alpheus
Hesperopsis alpheus är en fjärilsart som beskrevs av Edwards 1876. Hesperopsis alpheus ingår i släktet Hesperopsis och familjen tjockhuvuden. Inga underarter finns listade i Catalogue of Life.